# Coenosia flavimana
Coenosia flavimana är en tvåvingeart som först beskrevs av Zetterstedt 1845.  Coenosia flavimana ingår i släktet Coenosia och familjen husflugor. Arten är reproducerande i Sverige. Inga underarter finns listade i Catalogue of Life.